# علاءالدین پاشا
علاءالدین پاشا (۱۲۸۱–۱۳۳۱) فرزند دوم عثمان یکم و برادر و وزیر اورخان یکم بود. عنوان پاشا در دولت عثمانی اولین بار به او نسبت داده شد و نیروی نظامی ینی چری به دست او بنیان‌گذاری شد.مشخص نیست که علاءالدین پسر بزرگتر بوده است یا اورخان برخی از مورخان ادعا می‌کنند که علاءالدین پسر دوم عثمان بوده است، اما برخی دیگر معتقدند احتمال زیادی وجود دارد که او بزرگ‌ترین پسر باشد. با این وجود، اورخان بر بیگ نشین حکومت کرد. طبق سنت و تاریخ‌نگاری عثمانی که توسط مورخ ادریس بیتلیسی ارائه شده است، علاءالدین منفعل‌تر از برادر جنگجوی خود بود و بنابراین به جای جنگیدن برای گسترش امپراتوری تازه‌تأسیس عثمانی، در خانه ماند. او در مدیریت امور دولتی آموزش دید. احتمال زیادی وجود دارد که اورخان به‌دلیل مهارت‌هایش به‌عنوان جنگجو، برای وارث رهبری امپراتوری برگزیده شود. برخلاف تاریخ بعدی عثمانی، زمانی که جانشینی به موضوعی تبدیل شد که می‌توانست به جنگ داخلی خشونت‌آمیز منجر شود، علاءالدین با بزرگواری موقعیت خود را پذیرفت و هیچ خصومتی بین برادران وجود نداشت. علاءالدین به سرعت تسلیم حکومت برادرش شد و بیعت کرد و در نتیجه احترام دولت و مردم را به خود جلب کرد. در واقع، به نظر می‌رسد که علاءالدین از سبک زندگی آرامی برخوردار بوده و بیش از موضوع جانشینی به این موضوع توجه داشته است که پدرشان اورهان و او را در کنار امپراتوری ثروتی نگذاشته است. روابط بین این دو برادر، برخلاف بسیاری دیگر از شاهزادگان عثمانی، تا پایان عمرشان دوستانه باقی ماند. اورهان به دلیل تعلیماتی که در امور ایالتی داشت، از علاءالدین مشاوره گرفت که با کمال میل دریافت کرد. علاءالدین در مقابل، روستای فدره را درخواست کرد و درخواست او اجابت شد.
علاءالدین علاوه بر مشارکت در امور دولتی امپراتوری عثمانی، به نظر می‌رسد که زندگی بسیار متدین و آرامی داشته است. چند مسجد ساخته بود. مسجد علاءالدین بیگ در بورسا که در سال ۱۳۳۵ تکمیل شد، نمونه‌ای از مسجد تک واحدی است. معماری بسیار پیشرفته ای با ۸٫۲ متر مربع و یک رواق سه خلیج است. گنبد را مثلث‌های ترکی نگه می‌دارند و یک مناره دارد. بر این اساس، «کمال نزدیک مسجد (علاءالدین بیگ) بورسا در سادگی آن است که فضای ایده‌آلی بیان می‌شود». اگرچه پس از بازسازی در قرن نوزدهم، پنجره‌های شرقی و غربی دیگر مستقیماً روبه‌رو نیستند، بلکه کمی کج هستند. مناره، اگر اصل باشد، اولین نمونه مناره است، اما به دلیل ضعف‌های معماری ناشی از قرار دادن مناره، به احتمال زیاد اضافه‌شده بعدی است. علاءالدین بیگ در سال ۱۳۳۱ یا ۱۳۳۲ درگذشت و در بورسا مدفون است. او در مقبره امپراتوری عثمان اول در بورسا که توسط برادرش اورهان ساخته شده است، قرار دارد.

### یادکردها
1. ↑  Haşim, Şahin (Eylül-Ekim-Kasım 2020). "Dervişliği Saltanata Tercih Eden Bir Şehzade: Osman Gazi'nin Oğlu Alâeddin Bey" (PDF). Bursa Günlüğü, 10. ss. 52-55. 31 Ekim 2020 tarihinde kaynağından arşivlendi (PDF). Erişim tarihi: 27 Ekim 2020.
2. ↑  Osmanzade Ahmed Taib (Hicri 1207), Hadikatü'l-vüzera, İstanbul C.5 s.6 (Osmanlıca)